# 増山超能力師事務所
『増山超能力師事務所』（ますやまちょうのうりょくしじむしょ）は、誉田哲也による小説。文藝春秋の『オール讀物』掲載分をまとめ、2013年7月に単行本、2016年5月に文春文庫が刊行された。続編に『増山超能力師大戦争』がある。
2017年に、日本テレビでテレビドラマ化。また、テレビドラマのスピンオフ作品が映画化され、同年4月の沖縄国際映画祭に出品、2018年3月に劇場公開された。

## あらすじ
超能力が実在し、仕事でそれを行使する人がいる以外は現実と変わらない世界。「増山超能力師事務所」所長、一級超能力師の増山は、地味な超能力をもつ所員と共に、探偵業系の案件を解決していく。

## 登場人物
※級位は超能力師としてのランク。
- 増山 圭太郎（一級、所長）
- 高原 篤志（二級）
- 中井 健（二級）
- 住吉 悦子（二級）
- 宇川 明美（見習い）
- 大谷津 朋江（事務員）
- 河原崎 晃（一級、増山の元相棒）
- 榎本 克己（警視庁刑事）

## 書籍情報
初出は全て『オール讀物』掲載、挿絵は網中いづるが担当。単行本表紙と特設サイトはstudio crocodileが担当。文庫本表紙と続編『増山超能力師大戦争』の挿絵と単行本表紙は上田バロンが担当。

### 増山超能力師事務所
- 単行本：2013年7月16日発売[1]、文藝春秋、ISBN 978-4-16-382260-0
- 文庫本：2016年5月10日発売[2]、文春文庫、ISBN 978-4-16-790605-4

| タイトル                 | 初出         |
| ------------------------ | ------------ |
| 初仕事はゴムの味         | 2010年12月号 |
| 忘れがたきは少女の瞳     | 2011年4月号  |
| 愛すべきは男の見栄       | 2011年7月号  |
| 侮れないのは女の勘       | 2012年5月号  |
| 心霊現象は飯のタネ       | 2012年8月号  |
| 面倒くさいのは同性の嫉妬 | 2012年11月号 |
| 相棒は謎の男             | 2013年4月号  |

### 増山超能力師大戦争
- 初出：『オール讀物』2016年7月号 - 2017年3月号
- 単行本：2017年6月16日発売[3]、文藝春秋、ISBN 978-4-16-390659-1
- 文庫本：2020年6月9日発売[4]、文春文庫、ISBN 978-4-16-791505-6

## テレビドラマ
2017年1月5日から3月23日まで、読売テレビ制作・日本テレビ系「木曜ドラマ」枠にて放送された。主演は田中直樹（ココリコ）。
第1話から第5話では、再来週分の予告も流れていた。

### キャスト

#### 主要人物
- 増山圭太郎 - 田中直樹（ココリコ）
- 高原篤志 - 浅香航大
- 住吉悦子 - 中村ゆり
- 中井健 - 柄本時生
- 大谷津朋江 - 平田敦子
- 宇川明美 - ルウト

#### その他
- 河原崎晃 - 忍成修吾
- 榎本克己 - 六平直政
- 高鍋逸雄（増山の元上司） - 鹿賀丈史
- 増山文乃（増山の妻・旧姓「井山」） - 芦名星

#### 主な各話ゲスト

##### 第1話
- 矢沢 - 松永拓野
- 成田史哉 - 雨野宮将明
- 杉浦 - まちゃあき（エグスプロージョン）[注 1]
- アナウンサー - 川田裕美
- 担当教師 - 佐野元哉

##### 第2話
- 西条照美 - 雛形あきこ
- 西条敏郎 - 梶原善
- 白石耕太（榎本の部下） - 好井まさお（井下好井）[注 2]
- ラーメン屋店主 - 藤原光博（リットン調査団）[注 3]

##### 第3話
- 川西今日子 - 田丸麻紀
- 川西春奈 - 畑芽育
- 斎木里美 - ami（J☆Dee'Z）
- 川西彰浩 - 藤本涼
- 山本亜美 - Nono（J☆Dee‘Z）
- 森山加代子 - MOMOKA（J☆Dee‘Z）
- 出合い系カフェ店長 - 久保田和靖（とろサーモン）

##### 第4話
- 石野公子 - 上原多香子
- 大倉和斗 - 村田秀亮（とろサーモン）
- キャバクラ常連客 - 堤下敦（インパルス）
- キャバクラ店長 - 小村裕次郎
- リポーター - 遠藤章造（ココリコ）[6]
- 安田幸一 - モト冬樹

##### 第5話
- 田丸等 - 寺脇康文
- 田丸俊介 - 柳喬之
  - （幼少期） - 高山稜来
- 横澤夏子 - 横澤夏子
- 雑貨店店主 - 水野透（リットン調査団）

##### 第6話
- 滝沢留美 - 中島ひろ子
- 滝沢南 - 内田未来
- 杉下正明 - 小野寺大夢

##### 第7話
- 畑中葵 - 真野恵里菜
- 宮田純一（宇川の幼馴染） - 落合モトキ
- 染谷保 - 土佐信道（明和電機）

##### 第8話
- 篠崎玲奈 - 山下リオ
- ユン・ジフン - ユナク from 超新星
- 秘書 - 武田裕光
- 増山アリス（増山の娘） - 武田梨花[注 4]
- 大谷津誠司（大谷津の夫） - モロ師岡

##### 第9話
- 倉木都 - 小沢真珠
- 松澤萌 - 筧美和子
- 遺失物係 - ミッキーボード（かりすま〜ず）
- 小山内晃 - 国広富之

##### 第10話
- 長尾秀人 - 山中崇
- 竹田月子 - 芹那
- 金田信夫 - 福田転球
- 通報者 - ネゴシックス

##### 第11話
- 藤宮千秋 - 高月彩良
- 藤宮亜澄 - 堀田茜
- 藤宮博之 - 星田英利
- 藤宮千佳 - 須藤理彩

##### 第12話
- マダム朝倉（本名「朝倉小百合」） - 横山めぐみ
  - （幼少期） - 内田愛
- 遠藤いずみ - 黒川智花
- 今井司郎 - 藤原一裕（ライセンス）
- 朝倉夕子 - 赤司まり子
- バーの客 - 誉田哲也

### スタッフ
- 原作 - 『増山超能力師事務所』誉田哲也 著（文春文庫 刊）
- 脚本 - 櫻井剛
- 音楽 - BRADIO、石塚徹、田井モトヨシ
- 主題歌 - 「君じゃなきゃ」ユナク&ソンジェ from 超新星（YM3D/よしもとアール・アンド・シー）
  - オープニングテーマ - 「STEREO」BRADIO[7]
- 楽屋まわり - ダーハマ
- 企画協力 - 文藝春秋
- チーフプロデューサー - 中村泰規（第1 - 4話）、前西和成（第5 - 12話）
  - プロデューサー - 西川義嗣、仲良平・村本陽介（よしもとクリエイティブ・エージェンシー）、古賀俊輔・長坂敦子（ザフール）
  - ライン - 齋藤大輔
  - キャスティング - 河村剛史、根岸美弥子
  - 音楽プロデューサー - 田井モトヨシ
    - アシスタント - 斎木綾乃
- 監督（演出も兼務） - 久万真路、湯浅弘章、片桐健滋
  - 助監督 - 岩渕崇（第1 - 5、12話）、毛利安孝（第5 - 9、12話）、北川博康（第10 - 12話）
  - 演出助手 - 若林将平、安川徳寛、吉崎祥太
- 制作プロダクション - ザフール
- 制作協力 - 吉本興業
- 制作著作 - 読売テレビ

### 放送日程
※太字サブタイトルは、原作と同タイトル。
| 各話                                                                     | 放送日  | サブタイトル             | 監督・演出 |
| ------------------------------------------------------------------------ | ------- | ------------------------ | ---------- |
| 第1話                                                                    | 1月05日 | 超能力は誰のため?        | 久万真路   |
| 第2話                                                                    | 1月12日 | 初仕事はゴムの味         | 久万真路   |
| 第3話                                                                    | 1月19日 | 忘れがたきは少女の瞳     | 久万真路   |
| 第4話                                                                    | 1月26日 | 愛すべきは男の見栄       | 湯浅弘章   |
| 第5話                                                                    | 2月02日 | 隠し味は超能力           | 湯浅弘章   |
| 第6話                                                                    | 2月09日 | 侮れないのは女の勘       | 湯浅弘章   |
| 第7話                                                                    | 2月16日 | 面倒くさいのは同性の嫉妬 | 湯浅弘章   |
| 第8話                                                                    | 2月23日 | パートナーは君じゃなきゃ | 片桐健滋   |
| 第9話                                                                    | 3月02日 | 女の過去は崖の上         | 片桐健滋   |
| 第10話                                                                   | 3月09日 | 帰ってきたのは貴女のため | 久万真路   |
| 第11話                                                                   | 3月16日 | 心霊現象は飯のタネ       | 久万真路   |
| 第12話                                                                   | 3月23日 | 相棒は謎の男             | 湯浅弘章   |
| 平均視聴率 %（視聴率はビデオリサーチ調べ、関東地区・世帯・リアルタイム） |         |                          |            |

### スピンオフ
『増山超能力師事務所 激情版は恋の味』（-げきじょうばんはこいのあじ）と題してテレビドラマのスピンオフ作品が制作され、「島ぜんぶでおーきな祭 第9回沖縄国際映画祭」の「TV DIRECTOR'S MOVIE」部門（4月23日）に出品され2017年4月23日に先行上映、2018年3月31日に劇場公開。映画オリジナルストーリー。

#### 出演
- 青葉 - 三根梓
- 渚 - ちすん
- 丹下 -
- 好井まさお（井下好井）
- 青柳尊哉
- 草野イニ
- 中西良太
- 団時朗
- 六平直政

#### スタッフ
- 原作：誉田哲也『増山超能力師事務所』（文春文庫刊）
- 監督：久万真路
- 脚本：櫻井剛
- 音楽：BRADIO、田井モトヨシ、石塚徹
- 主題歌：ユナク&ソンジェ from 超新星「君じゃなきゃ」（YM3D/よしもとミュージックエンタテインメント）
- 制作プロダクション：ザフール
- 制作：読売テレビ、KATSU-do
- 製作：『増山超能力師事務所 〜激情版は恋の味〜』製作委員会
- 配給：KATSU-do